# Down at the Dinghy
Down at the Dinghy (deutsche Erstübersetzung unter dem Titel Unten beim Boot von Elisabeth Schnack, 1966) ist eine Kurzgeschichte des amerikanischen Schriftstellers J. D. Salinger, die im Sommer 1948 entstanden ist und im April 1949 in Harper‘s erstveröffentlicht wurde.  Diese Short Story wurde 1953 in die Sammlung Nine Stories (deutscher Titel: Neun Erzählungen in der Übersetzung von Elisabeth Schnack und Annemarie und Heinrich Böll, 1966) aufgenommen.

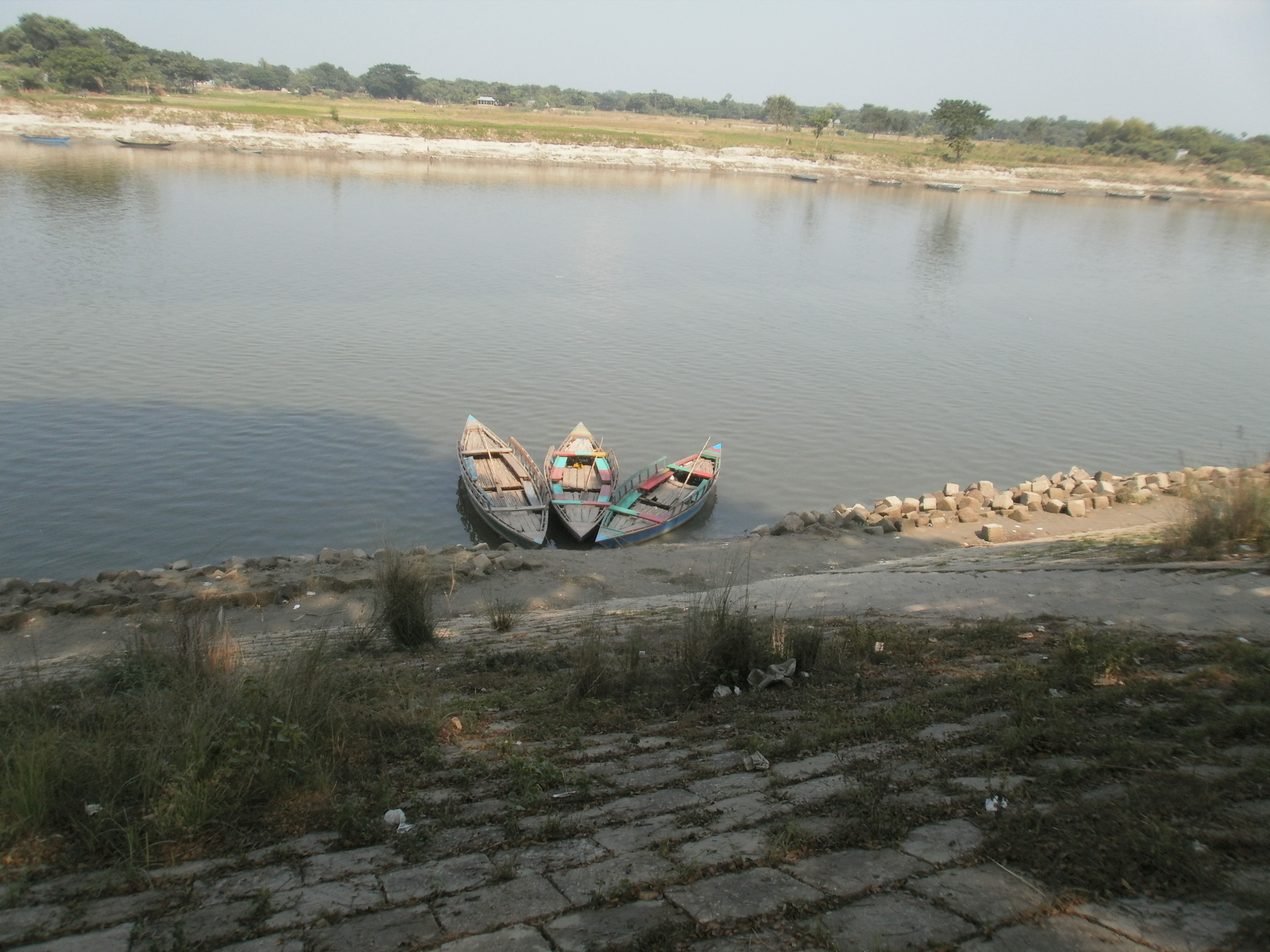
Beispielfoto: Dingi auf dem Wasser

In dieser Erzählung Salingers, die zu seinen frühen Geschichten über die Glass-Familie gehört, versucht Boo Boo Tannenbaum, geborene Glass, das Vertrauen ihres vierjährigen Sohnes Lionel zurückzugewinnen, der sich verstört auf das Boot (Dingi) seines Vaters zurückgezogen hat, nachdem er eine bösartige und abfällige Bemerkung der Hausangestellten über seinen Vater mitgehört hat.

## Inhalt
Sandra, die Hausangestellte der New Yorker Tannenbaum-Familie, fühlt sich während eines länger andauernden Sommerurlaubs der Familie in einem abgelegenen Ferienort am See von dem sozialen Großstadtleben abgeschnitten und ist daher äußerst unzufrieden sowie missgestimmt. Bei einem Gespräch mit Mrs. Snell, der Aufwartefrau der Familie, bezeichnet sie ihren jüdischen Arbeitgeber Mr. Tannenbaum gehässig als kike. Lionel, der vierjährige Sohn der Familie, ist zufälligerweise zugegen und schnappt diese abfällige Bemerkung auf. Ohne die genaue Bedeutung des wüsten antisemitischen Schimpfwortes kike zu kennen, spürt er intuitiv die Feindseligkeit und Verachtung gegenüber seinem Vater, die sich in dem Schmähwort äußert, und reißt verstört von zu Hause aus, wie er dies bei ihn kränkenden Erlebnissen bereits mehrfach zuvor getan hat. Er versteckt sich auf dem kleinen Boot seines Vaters, das am Bootssteg etwa zweihundert Meter vom Ferienhaus entfernt auf dem See liegt.
Seiner Mutter Boo Boo Tannenbaum gelingt es nach mehreren Anläufen in sehr liebevoller und einfühlsamer Weise, das Vertrauen ihres Sohnes unten am Bootssteg zurückzugewinnen. Um den kleinen Jungen wieder zu beruhigen, lässt sie ihn in dem falschen Glauben, „kike“ habe dieselbe Bedeutung wie das im Englischen nahezu homophone Wort „kite“ (dt. „Drachen“). Die beiden machen auf dem Rückweg zum Haus ein Wettrennen, das Lionel gewinnt.

## Interpretationsansatz
Wie in den zuvor veröffentlichten Kurzgeschichten Salingers weist Down at the Dinghy ein ähnliches Erzählmuster mit einer klaren dreigliedrigen Struktur auf. Es findet sich kaum äußere Handlung, stattdessen werden in szenischer Darstellung und personaler Erzählform längere Dialogpassagen unmittelbar dargeboten. Die Zahl der handelnden Personen ist begrenzt; im Wesentlichen geht es um drei Figuren, Boo Boo Tannenbaum, die Mutter, ihren Sohn Lionel und Sandra, das Dienstmädchen, dem anfangs die Zugehfrau Mrs. Snell als Randfigur an die Seite gestellt wird. Die erzählte Zeit an einem Nachmittag im Spätsommer umfasst eine kurze Zeitspanne von ungefähr einer Stunde, in der dem Leser ein dramatischer Ausschnitt aus dem Zusammenleben dreier Menschen zumeist in direkter dialogischer Darbietung ohne Kommentierung oder Wertung durch den Erzähler vor Augen geführt wird.
Der erste Teil, der sofort in das zentrale Geschehen einführt, deutet bereits den zu Beginn für den Leser jedoch noch unverständlichen Konflikt an; der zweite Teil liefert dem Leser die Vorgeschichte Lionels als Exposition und ermöglicht so ein erstes vorläufiges Verständnis der Situation; im dritten Teil, in dem Lionel selbst als handelnde Person auftritt, wird der Konflikt vollständig erklärt und zugleich in der Versöhnung zwischen Mutter und Sohn gelöst.
Die Einleitung der Erzählung besteht aus einem Gespräch zwischen der missgelaunten Sandra und der Aufwartefrau Mrs Snell. Diese trägt in auffälliger Form gebraucht gekaufte exklusive Kleidungsstücke, beispielsweise einen abgetragenen Hattie-Carnegie-Hut, auf den sie derart stolz ist, dass sie ihn niemals ablegt. Ihre ähnlich abgetragene Ledertasche ist ein gleichermaßen exklusiver Markenartikel, und ihre Streichhölzer stammen aus dem vornehmen Stork Club, den sie selber aller Wahrscheinlichkeit nach noch nie besucht hat (S. 74 f.)
Sandras Verhalten zeigt deutlich ihre Nervosität und Furcht vor etwas, das dem Leser von Salinger im Detail zunächst vorenthalten wird, um so Erzählspannung aufzubauen. Etwa fünfzehn bis zwanzigmal („some fifteen or twenty times“, S. 74) hat Sandra, wie der personale Erzähler berichtet, bereits aus dem Fenster geschaut; ihre zusammengekniffenen Lippen („mouth set tight“, S. 74) und ihre Gesten, wie z. B. das geistesabwesende Auf- und Zuknoten ihres Schürzenbandes (S. 74), sowie ihre ständig wiederholte Selbstberuhigung „Ich mach mir keine Sorgen dadrüber [sic]“ („I‘m not gonna worry about it“, S. 74 ff.) lassen gleichfalls auf ihre innere Unruhe und Anspannung schließen. Der Leser erfährt vorerst aber nur von Sandras Befürchtung, dass „er“ „ihr“ etwas erzähle. Aus dem Gespräch wird schnell deutlich, dass „er“ offensichtlich der Sohn des Hauses ist, der vierjährige „Knirps“ („four-year-old kid“, S. 76), der unerwartet und unhörbar überall auftaucht und anscheinend etwas mitgehört hat, das nicht für seine Ohren bestimmt war.
Zu Beginn des zweiten Teils wird deutlich, wer mit dem Personalpronomen „sie“ gemeint ist, nämlich die „Dame des Hauses“ („the lady of the house“, S. 77) und Mutter des besagten Kindes, die 25-jährige Boo Boo Tannenbaum. Boo Boo Tannenbaum wird vom Erzähler als „schmalhüftige junge Frau“ („almost hipless girl of twenty-five“, S. 77) mit „formlosem, farblosem, brüchigem Haar“ („styleless, colourless, brittle hair“, S. 77) beschrieben. Ihre Kleidung zeigt, dass sie nur wenig Wert auf Äußerlichkeiten legt und sich ebenso wenig an konventionelle (Bekleidungs-)Normen anpasst: So trägt sie einfache „knielange Drellhosen, einen schwarzen Pullover mit Rollkragen und Socken und Sportschuhe“ („knee-length jeans, a black turtleneck pullover, and socks and loafers“, S. 77).
Im Gegensatz zu Mrs. Snell, die durch ihr Klassenbewusstsein sowie gesellschaftliche Konventionen geprägt ist und eine höhere soziale Stellung vorzuspiegeln versucht, zeigt sich Mrs. Tannenbaum als natürlicher, offener Mensch; trotz ihres unscheinbaren Aussehens, ihres komischen Namens („her joke of a name“, S. 77) und ihrer zwar bequemen, jedoch anspruchslosen Bekleidung ist sie als eine geborene Glass (S. 80) „a stunning and final girl“ (S. 77, dt. Übersetzung: „eine verblüffende und eindeutig junge Frau.“).
Als sie im Eisschrank etwas sucht, pfeift sie „unmelodisch durch die Zähne und wackelt im Takt dazu ganz ungeniert mit leicht pendelndem Hinterteil“ („she whistled, unmelodically, through her teeth, keeping time with little uninhibited pendulum action of her rear end“, S. 77). Ihr Erscheinungsbild und ihr Auftreten sind nicht durch äußere Konventionen oder Rücksichtnahmen bestimmt, sondern einzig von ihren eigenen Wünschen und Gefühlen motiviert.
In dieser Hinsicht unterscheidet sie sich ebenfalls von Sandra, die ihrerseits eindeutig in Gruppenzugehörigkeiten bzw. Gruppenbegriffen denkt – „Sie haben ihre Freunde hier und alles“ („You got your social life here and all“, S. 76).
Mrs. Tannenbaum will versuchen, ihren Sohn aus dem Boot zu locken; auf Mrs. Snells Frage hin wird mit ihrem detaillierten Bericht über Lionels bisherige Fluchtversuche diese für den Leser ebenfalls zunächst unverständliche Äußerung klarer. Aus der nachgeschobenen Vorgeschichte geht hervor, dass der überaus empfindsame Junge immer dann Schutz durch Flucht gesucht hat, wenn er die ihn fordernde oder angreifende Umwelt nicht mehr ertragen konnte. So ist er etwa nach der kränkenden falschen Behauptung eines Spielkameraden, dass er stinke, als Dreijähriger nachts in den Central Park in New York geflohen, wo ihn die Polizei dann halb erfroren aufgefunden hat (S. 78). Im Alter von zweieinhalb Jahren war er zuvor in den Keller des New Yorker Apartmenthauses der Tannenbaums geflüchtet, weil eine seiner Freundinnen ihm erzählt hatte, sie habe einen Wurm in ihrer Thermosflasche (S. 79). Dieses frühere Verhalten lässt die Bedeutung seiner gegenwärtigen Zuflucht auf das Boot am See erkennen und erklärt zugleich, warum Sandra sich ständig an dem Küchenfenster auf der Seeseite des Ferienhauses aufhält (S. 74). Dem Leser wird an dieser Stelle ebenfalls deutlich, dass Lionel offensichtlich eine bösartige, verletzende Bemerkung Sandras aufgeschnappt und sich verstört in seine Fluchtwelt zurückgezogen hat. Sandra hingegen wird von der Befürchtung geplagt, der Junge könne ihre Äußerung seiner Mutter erzählen.
Im dritten Teil der Kurzgeschichte versucht die Mutter, den Jungen aus seinem Refugium zurückzuholen, den Grund für seinen Rückzug in Erfahrung zu bringen und Lionel mit ihrer Liebe und ihrem Verständnis wieder mit der realen Welt zu versöhnen. Als wache und übermäßig empfindsame Frau („immoderately perceptive“, S. 77) ist ihr bewusst, dass sie den empfindlichen, leicht verletzbaren Lionel nicht mit ihrer mütterlichen Autorität zur Rückkehr in die reale Welt zwingen darf, sondern dass sie sehr vorsichtig und behutsam auf den Jungen zugehen muss, um sein Vertrauen zurückzuerlangen. Zwar deutet sie durch das Pfeifen des Liedes vom Kentucky Babe (S. 80) an, dass sie beabsichtigt, Lionell wieder in den „Schutzbereich mütterlicher Liebe und Sorge“ zurückzuholen; allerdings zeigt sie das dem Jungen gegenüber nicht, sondern spricht ihn auf der kindlichen Ebene als gleichberechtigt an. Auch äußerlich begibt sie sich auf die Ebene des Jungen, indem sie niederkniet und ihn als „Freund“, nicht aber als Sohn anspricht, der den Anordnungen der Mutter zu folgen hat.
Lionel ist „knapp eine Ruderlänge von ihr entfernt“ („less than an oar‘s length away“, S. 80) und blickt nicht zu ihr auf. Die fordernde und unvollkommene Welt der Erwachsenen, in der man wie ein „Löwe“ (lion) sein muss, um sich zu behaupten und seine Integrität zu bewahren, ist von der idealen Wunschwelt seiner kindlichen Phantasie getrennt, in der auch „ein kleiner Löwe“ (Lionel) sich siegreich und unangefochten bewähren kann. Es erweist sich für Boo Boo als schwierig, zwischen diesen beiden Welten eine Brücke herzustellen; ihr Versuch, sich über ein kindliches Piratenspiel Lionel anzunähern, scheitert; der verstörte Junge zieht sich noch weiter zurück und wendet seinen Blick ausschließlich auf das Bootsdeck ab („He kept his eyes exclusively on the deck of the boat“, S. 80). Erst nachdem Boo Boo sich als „Vize-Admiral Tannenbaum“ vorgestellt hat(S. 80), provoziert sie Lionels Widerspruch und damit eine erste Reaktion seinerseits: „Du bist kein Admiral. Du bist eine Dame.“ („You aren‘t an admiral. You‘re a lady.“, S. 80)
Auf die Rückfrage seiner Mutter, wer das denn gesagt habe, antwortet Lionel nahezu unhörbar: „Daddy“ (S. 81). Boo Boo kennt die falsche Atemtechnik ihres Sohnes, der Wörter statt mit einer Hebung mit einer Senkung seiner Stimme betont, und kann aus seiner Artikulation erste Rückschlüsse ziehen, dass Lionels Vater offensichtlich mit der Realitätsflucht des Jungen in irgendeinem Zusammenhang stehen muss – eine Vermutung, die sich im Folgenden bestätigen wird.
Lionels Mutter versucht danach schrittweise den hergestellten Kontakt weiter zu vertiefen. Zuvor wird in der Erzählung jedoch beschrieben, dass Lionel ein „sauberes weißes Trikothemd mit einem bunten Vogel Strauß auf der Brust trägt, der die Violine spielt“ („a clean white T-shirt with a dye picture, across the chest, of Jerome the ostrich playing the violin“, S. 81). Diese Beschreibung dient der indirekten Charakterisierung Lionels. Der Junge, der erschüttert vor der Hässlichkeit und Grausamkeit der Erwachsenenwelt flieht, trägt auf seinem Hemd das Abbild eines Tieres, das Angriffen dadurch begegnet, dass es den Kopf in den Sand steckt. Gleichsam symbolhaft wird der Strauß zum Ausdruck für den Menschen, der auf die Herausforderungen der Realität in gleicher Weise reagiert. Lionel hat „seinen Kopf so weit in den Sand gesteckt“, dass selbst das Angebot der Mutter, „alle geheimen Hornsignale“ („every secret bugle call“, S. 82) für ihn zu blasen, die nur sie als „Admiral“ kenne, ihn nicht aus der Reserve locken kann. Der Junge antwortet einzig mit einem kategorischen „Nein“ und bricht den soeben erst hergestellten Kontakt durch erneutes Abwenden seines Blickes auf das Bootsdeck wieder ab (S. 82 f.)
Das diffuse, „zitternde und gebrochene“ („wavering and refractional“) Licht der Sonne spätnachmittags bestätigt sich hier auch im übertragenen metaphorischen Sinne; die in diesem Zusammenhang getroffene Feststellung, dass Boo Boo es „eigentümlich schwierig“ findet, „Lionel im Blickfeld zu behalten“ („queerly difficult to keep Lionel in steady focus“, S. 80) erweist sich an dieser Stelle als zusätzliche Vorausdeutung im optischen Bereich auf die Problematik der zwischenmenschlichen Kontaktaufnahme. Dennoch gibt Boo Boo ihre Bemühungen nicht auf und wechselt nach dem Scheitern ihrer indirekten bzw. spielerischen Annäherungsversuche zu direkteren Mitteln, indem sie Lionel an sein vorheriges Versprechen erinnert, nicht mehr wegzulaufen. Lionel leugnet jedoch dieses Versprechen; seine Stimme wird bei dieser offenkundigen Lüge wiederum nahezu unhörbar. Als seine Mutter in das Boot steigen möchte, befiehlt er ihr wegzugehen; es dürfe niemand in das Boot kommen (S. 83).
Boo Boo bleibt indes weiterhin geduldig und verständnisvoll. Sie appelliert nun an Lionels Männlichkeit und betont, wie einsam sie ohne ihn sei und dass er ihr sehr fehle, wenn sie allein zu Hause sei und niemanden zum Reden habe (S. 83). Auch dieser Appell fruchtet indes nicht; der nochmalige Hinweis der Mutter auf das gegebene Versprechen löst dann bei Lionel eine impulsive Trotzreaktion aus: Er schleudert die Unterwasserbrille, die seinem Onkel Webb und zuvor seinem Onkel Seymour Glass gehörte, mit den Füßen über Bord. Trotz ihrer Verärgerung über dieses Verhalten Lionels behält seine Mutter jedoch die Selbstkontrolle und bleibt ruhig und gelassen. Sodann zeigt sie Lionel eine Schlüsselkette – „genauso so eine wie Pappis“ (just like Daddy‘s, S. 85). Fasziniert von der Kette, fordert Lionel seine Mutter auf, diese in das Boot zu werfen. Boo Boo stellt jedoch ruhig und überlegt fest, dass sie, wenn sie darüber nachdenke, die Kette eigentlich in den See werfen sollte – genauso wie zuvor Lionel die Brille in den See geworfen hat. Als Lionel erwidert, das dürfe sie nicht, da die Kette ihm gehöre, entgegnet sie nur, das sei ihr egal (S. 85) und wiederholt damit exakt Lionels eigene Worte beim Wegwerfen der Glassbrille seines Onkels.
Indem Boo Boo auf diese Weise ihrem Sohn das Unrecht seines Trotzverhaltens – auch er hatte etwas fortgeworfen, was ihm nicht gehörte – spiegelt, statt ihn zu bestrafen, macht sie ihm seinen Fehler viel deutlicher bzw. unwiderlegbarer bewusst, als alle Strafen oder Vorwürfe es hätten tun können.
Ihr geschicktes pädagogisches Vorgehen führt sodann zum Erfolg; an Lionels Augen ist zu erkennen, wie er – der Erwartung seiner Mutter entsprechend – anfängt scharf nachzudenken („His eyes reflected pure perception, as his mother had known they would.“, S. 85). Als seine Mutter ihm daraufhin die Kette zuwirft, sieht er diese nur kurz an und wirft sie sofort ins Wasser. Er hat das Unrecht seines vorherigen Verhaltens eingesehen und bestraft sich nun selbst. Anders als bei der Unterwasserbrille seines Onkels wirft er die Kette jetzt jedoch mit der Hand ins Wasser. Mit dieser vom Autor bewusst und bedeutungsvoll nuancierten Geste wird so deutlich hervorgehoben, dass Lionel diesmal nicht impulsiv oder unüberlegt aus einem Gefühl des Trotzes oder des Aufbegehrens heraus handelt, sondern willentlich nach einem von der Mutter bewirkten Denkprozess.
Nach seiner Selbstbestrafung und der damit verbundenen Einsicht in sein Unrecht bricht Lionel in Tränen aus, zumal er seine zuvor zäh behauptete Unabhängigkeit nun aufgeben musste. Seine mitfühlende Mutter kann jetzt in das Boot steigen, ihn in die Arme nehmen und ihn trösten. Unter diesem lösenden und befreienden Schutz und Trost seiner Mutter gibt Lionel sein lange gehütetes Geheimnis preis: „Sandra hat zu Mrs. Snell gesagt - Pappi ist ein großer schlampiger kike“ („Sandra told Mrs. Snell - that Daddy‘s a big sloppy kike“, S. 86).
Die in Salingers Erzählung bis zu diesem Punkt aufgebaute Spannung löst sich damit; der Grund für Lionels Rückzug bzw. Flucht ist diese herabsetzende und beleidigende Äußerung Sandras gegenüber der jüdischen Tannenbaum-Familie. Auf diesem Hintergrund wird auch Sandras Angst vor einer Enthüllung genauso nachvollziehbar wie ihre bisher nicht verständliche Aussage über Lionel, er habe eine ebenso große Nase wie sein Vater (S. 76). Diese Äußerung Sandras ist gleichermaßen eine gezielte Boshaftigkeit im Hinblick auf die ethnisch-rassische Zugehörigkeit ihrer jüdischen Arbeitgeberfamilie. Außerdem klärt sich an dieser Stelle auf, warum Lionels Stimme bei dem Wort „Daddy“ unhörbar wurde, nämlich als ein Hinweis darauf, dass seine Flucht mit diesem Angriff des Dienstmädchens auf die Person seines Vaters unmittelbar zusammenhängt.
Allerdings geht es Salinger in dieser Erzählung weniger darum, die Problematik des Antisemitismus zu thematisieren. Der Grund für Lionels Flucht liegt nicht in der Konfrontation mit einem ethnischen bzw. rassischen Vorurteil, da ihm der judenfeindliche Bedeutungsgehalt des Schmähwortes kike (noch) nicht klar ist. Boo Boo, die nach der Enthüllung Lionels selber kaum wahrnehmbar zusammenzuckt (S. 86), fragt ihn sogleich, ob er denn wisse, was ein kike sei. Daraufhin antwortet Lionel, das sei so ein Ding, das in die Luft steige und das man an einer Schnur festhalte. Der Junge hat also das Schimpfwort kike mit der englischen Bezeichnung für einen Drachen (“kite”) verwechselt und offenbar nur den feindseligen Ton der Äußerung Sandras über seinen Vater gespürt. Seine Mutter lässt ihn in seinem Glauben, um seine kindliche Unschuld zu bewahren. Darüber hinaus lässt sie ihn den spielerischen Wettlauf zurück nach Hause gewinnen, um sein Selbstvertrauen wieder aufzubauen.
Sandras Verunglimpfungen der Mitglieder der Tannenbaum-Familie sind ihrerseits nicht unbedingt antisemitisch motiviert, sondern eher als Ausdruck ihrer Frustration während des langen Sommerurlaubs in dem abgelegenen Ferienort zu verstehen. Ihre Unzufriedenheit liegt dabei vor allem in ihrem Gefühl von Einsamkeit und ihrem Missvergnügen an dem Leben in der Provinz begründet, das von ihrem vertrauten sozialen Umfeld in New York völlig abgeschnitten ist.
Am Ende der Kurzgeschichte steht der vierjährige Lionel in Down at the Dinghy unter dem doppelten Schutz der mütterlichen Liebe und Verständnisbereitschaft einerseits und seiner eigenen kindlichen Unschuld andererseits. Die Zeitangabe Indian Summer  (dt. „Spätsommer“, S. 74) zu Beginn der Erzählung deutet allerdings symbolhaft bereits darauf hin, dass der Sommer der behüteten Kindheit Lionels dem Winter einer schmerzhaften Jugend weichen wird. Das behütete Idyll des abgelegenen Ferienhauses wird der chaotischen, harten Realität des Großstadtlebens in New York weichen, in der der Schutz der elterlichen Fürsorge ähnlich wie bei Holden Caulfield in The Catcher in the Rye nicht mehr ausreicht, um den Heranwachsenden vor dem Erleben einer feindseligen, gemeinen und verlogenen Außenwelt abzuschirmen.

## Wirkungsgeschichte
Die expliziten Bezüge auf Seymour Glass, den Protagonisten von A Perfect Day for Bananafish sowie der Hinweis des Erzählers, dass Lionels Mutter eine geborene Glass sei, enthalten deutlich erkennbare intertextuelle Verweise auf die übrigen Geschichten Salingers über die Glass-Familie.  Lionel schleudert die Unterwasserbrille seines Onkels Seymour, den die kleine Sybil Carpenter in Ein herrlicher Tag für Bananen-Fisch als „See more“ (dt. „Sieh mehr“) anredete, trotzig ins Wasser. Wie auch der Vogel Strauß auf seinem Hemd zeigt, will Lionel die Realität nicht sehen und sich nicht in die Welt der Erwachsenen begeben, der sein Onkel nur durch Suizid wieder entkommen konnte. Lionel verzichtet dementsprechend auch auf den Schlüsselbund seines Vaters; noch ist er nicht bereit, seine kindliche Unschuldswelt zu verlassen und – symbolisch gedeutet – die Türen zu neuen Erfahrungs- und Erlebnisbereichen aufzuschließen.
Wie Holden Caulfield, der Protagonist in Salingers 1951 veröffentlichtem Roman The Catcher in the Rye, möchte Lionel, dass alles so bleibt, wie es in seiner Kindheit früher einmal war. Die feindliche Außenwelt drängt sich indes unausweichlich wie in Der Fänger im Roggen in dieses Refugium der kindlichen Unschuld; nur das besondere Geschick und die außergewöhnliche Geduld wie auch Klugheit seiner in jeder Hinsicht vorbildlichen Mutter können Lionel vorerst noch davor bewahren, bildhaft gesprochen, von der steilen Klippe am Rande des Roggenfeldes in den Abgrund der Welt der Erwachsenen zu stürzen.
Anders als bei der Protagonistin Eloise Wengler in Uncle Wiggily in Connecticut, die ihre Tochter Ramona völlig vernachlässigt und äußerst lieblos und kaltherzig behandelt, gestaltet Salinger mit der Figur der Boo Boo Tannenbaum in Down at the Dinghy das positive Gegenbild einer liebevollen, fürsorglichen, empfindsamen und warmherzigen Mutter, die mit aller Kraft darum bemüht ist, die kindliche Unschuld ihres Sohnes zu beschützen.
Das Motiv der kindlichen Unschuld und des Rückzugs in eine beschützende kindliche Phantasiewelt spielt weit über diese Kurzgeschichte hinaus eine zentrale Rolle im gesamten literarischen Werk Salingers. Wie beispielsweise Holden Caulfields kleine Schwester Phoebe oder Sybil Carpenter und Ramona Wengler versucht auch Lionel, seine kindliche Unschuld in dem Refugium einer imaginären Wunsch- und (Tag-)Traumwelt zu erhalten.
So wie Ramona Wenglers fiktive Phantasiewelt in der eisigen, hässlichen und gemeinen Vorstadtumgebung auf Dauer nicht ungestört bzw. unverletzt bleiben kann, wird auch Lionel letztlich nicht vor der Verlogenheit und Oberflächlichkeit seiner Umwelt fliehen können. Mit dem Rückzug in die Wunschwelt der Phantasie entfremdet sich Lionel wie zuvor Ramona von der Wirklichkeit; ihm wird in Zukunft in Salingers fiktiver Bezugswelt nur die Alternative bleiben, wie Seymour Glass den Fluchtweg konsequent zu Ende zu gehen und die reale Erwachsenenwelt endgültig zu verlassen, oder aber diese als gegeben hinzunehmen und damit zu akzeptieren.
Wie bei Eloise Wengler in Uncle Wiggily in Connecticut wird dann jedoch einzig die schmerzhafte Erkenntnis der Unwiederbringlichkeit der kindlichen Unschuld bleiben – so wie auch Holden Caulfield am Ende einsehen muss, dass sein Traum vom „Fänger im Roggen“ nicht zu realisieren ist, da jedes Kind unvermeidbar von der „crazy cliff“ stürzen wird, mithin die Initiation in die Verantwortlichkeiten und Pflichten der Erwachsenenwelt erfahren wird. Es gibt für Salinger in seiner Fiktionswelt keine Stasis, keinen „entwicklungs- und bindungslosen Stillstand in dieser Welt“. Ebenso wenig wie Seymour Glass wider besseres Wissen in die kindliche Unschuldswelt zurückkehren kann oder Ramona Wengler Unterstützung und Schutz von ihren imaginären Wunschfreunden erhalten kann, kann Lionel auf Dauer seinen Kopf wie der Vogel Strauß in den Sand stecken und sich gegenüber der realen Außenwelt der Erwachsenen verschließen.

## Sekundärliteratur
- Peter Freese: J.D. Salingers Nine Stories · Eine Deutung der frühen Glass-Geschichten. In: Paul Gerhard Buchloh et al. (Hrsg.): Amerikanische Erzählungen von Hawthorne bis Salinger · Interpretationen. Kieler Beiträge zur Anglistik und Amerikanistik Band 6. Karl Wachholtz Verlag, Neumünster 1968, S. 242–283. Auch abgedruckt in: Peter Freese: Die amerikanische Kurzgeschichte • The American Short Story. Gesammelte Aufsätze • Collected Essays. Langenscheidt-Longman Verlag, München 1999, S. 195–232.
- John V. Hagopian und Martin Dolch: Salinger, Jerome David - Down at the Dinghy. In: John V. Hagopian, Martin Dolch (Hrsg.): Insight I · Analyses of American Literature, Hirschgraben Verlag Frankfurt a. M. 1971, S. 225–230.
- Joyce Caldwell Smith: Language and the Maternal Function in Salinger's “Down at the Dinghy”. In: Texas Studies in Literature and Language, Band 59, Ausgabe 4, Austin (Winter 2017), S. 477–496.

## Ausgaben in Buchform
- J. D. Salinger: Down at the Dinghy. In: J. D. Salinger: Nine Stories New York u. a., Little, Brown and Company 1981, S. 19–38.
- J. D. Salinger: Unten beim Boot. In: J. D. Salinger: Neun Erzählungen. Rowohlt Verlag, Reinbek bei Hamburg 1968, ISBN 3-499-11069-5, S. 17–31.
- J. D. Salinger: Am Dingi. In: J. D. Salinger: Neun Erzählungen. Dt. von Eike Schönfeld. Kiepenheuer & Witsch Verlag, Köln 2012, ISBN 978-3-462-04382-2.